# Chiang K'ui (cratère)
Chiang K'ui est un cratère d'impact sur la planète Mercure, situé dans le quadrangle de Beethoven (quadrangle H-7). Son diamètre est de 41,11 km,.
Le cratère fut ainsi nommé par l'Union astronomique internationale en 1976 en hommage au poète, musicien et compositeur chinois Jiang Kui,, de l'époque de la Dynastie Song du Sud.